# Flughafen Madison-Dane County

i7
i11
i13
Der Flughafen Madison-Dane County (offiziell: Dane County Regional Airport, früher auch: Truax Field) (IATA-Flughafencode: MSN, ICAO-Code: KMSN) ist der Flughafen von Madison, der Hauptstadt des US-Bundesstaates Wisconsin. Der ständig geöffnete und dem Dane County gehörende Flughafen ist der wichtigste Knotenpunkt des Luftverkehrs der Metropolregion Madison.
Die Federal Aviation Administration (FAA) stuft den zum National Plan of Integrated Airport Systems gehörenden Flughafen anhand der Zahl von 728.075 abfliegenden Passagieren als small hub primary commercial service airport ein.
Auf dem Gelände des Flughafens befindet sich je eine Basis der Army- sowie die Truax Field Air National Guard Base der Air National Guard von Wisconsin.

## Lage und Verkehrsanbindung
Über die Johnson Street, die Pennsylvania Avenue, die Packers Avenue und die International Lane ist der Flughafen mit dem acht Kilometer südwestlich gelegenen Stadtzentrum von Madison verbunden.

## Ausstattung
Der Flughafen verfügt über drei Start- und Landebahnen, die je einen Betonbelag haben. Es gibt einen Passagierterminal mit 13 Fluggastbrücken und eine Gepäckförderanlage mit mehreren Ausgabestellen. Mehrere Mietwagenfirmen haben Stützpunkte im Empfangsgebäude.

## Flugzeuge und Flugbewegungen
Auf dem Flughafen sind insgesamt 141 Luftfahrzeuge stationiert. Davon sind 71 einmotorige und 15 mehrmotorige Propellermaschinen, 18 Düsenjets sowie 1 Hubschrauber.
Daneben sind 36 Militärflugzeuge stationiert.
Von den 228 Flugbewegungen pro Tag sind 16 Prozent dem Linien- und Charterverkehr, 55 Prozent der Allgemeinen Luftfahrt und 22 Prozent dem Lufttaxiverkehr zuzuordnen. Daneben gibt es noch rund sieben Prozent militärische Flugbewegungen.

## Militärische Nutzung
Die 176th Fighter Squadron des 115th Fighter Wings erhielt im April 2023 als zweite Einheit der Nationalgarde die F-35A. Die Staffel ist bereits seit 1946 in Madison beheimatet und flog zuletzt die F-16.

## Zivile Nutzung

### Fluggesellschaften und Flugziele
- American Eagle – Chicago O’Hare und Dallas/Fort Worth
- Delta Air Lines – Atlanta, Detroit und Minneapolis-Saint Paul
- Delta Connection – betrieben von Compass Airlines – Atlanta, Minneapolis-Saint Paul und Detroit
- Delta Connection – betrieben von Endeavor Air – Cincinnati, Minneapolis-Saint Paul und Detroit
- Delta Connection – betrieben von ExpressJet – Atlanta, Minneapolis-Saint Paul und Detroit
- Delta Connection – betrieben von GoJet Airlines – New York-LaGuardia
- Delta Connection – betrieben von SkyWest Airlines – Detroit, Minneapolis-Saint Paul und Salt Lake City
- Frontier Airlines – Denver und saisonal Orlando
- Frontier Airlines – betrieben von Republic Airline – Denver und Washington
- United Express – betrieben von ExpressJet – Chicago O’Hare, Denver, Cleveland und Newark
- United Express – betrieben von GoJet Airlines – Chicago O’Hare
- United Express – betrieben von SkyWest Airlines – Chicago O’Hare, Denver

### Verkehrszahlen

#### Verkehrsreichste Strecken
| Rang | Stadt                             | Passagiere | Fluggesellschaft |
| ---- | --------------------------------- | ---------- | ---------------- |
| 01   | Chicago–O’Hare, Illinois          | 201.910    | American, United |
| 02   | Minneapolis/Saint Paul, Minnesota | 158.270    | Delta            |
| 03   | Detroit, Michigan                 | 146.780    | Delta            |
| 04   | Atlanta, Georgia                  | 115.430    | Delta            |
| 05   | Denver, Colorado                  | 105.520    | Frontier, United |
| 06   | Dallas/Fort Worth, Texas          | 062.690    | American         |
| 07   | Charlotte, North Carolina         | 041.990    | American         |
| 08   | New York–LaGuardia, New York      | 027.280    | Delta            |
| 09   | Newark, New Jersey                | 022.740    | United           |
| 10   | Salt Lake City, Utah              | 017.760    | Delta            |